# Закрепина, Алла Васильевна
Алла Васильевна Закрепина (род. 18 ноября 1963 года) — российский учёный-педагог, член-корреспондент РАО (2016).
Окончила МГПИ.
Доктор педагогических наук.
Заведующая лабораторией психолого-педагогических исследований и технологий специального образования лиц с интеллектуальными нарушениями Института коррекционной педагогики РАО.